# セルヒオ・ガルシア (サッカー選手)

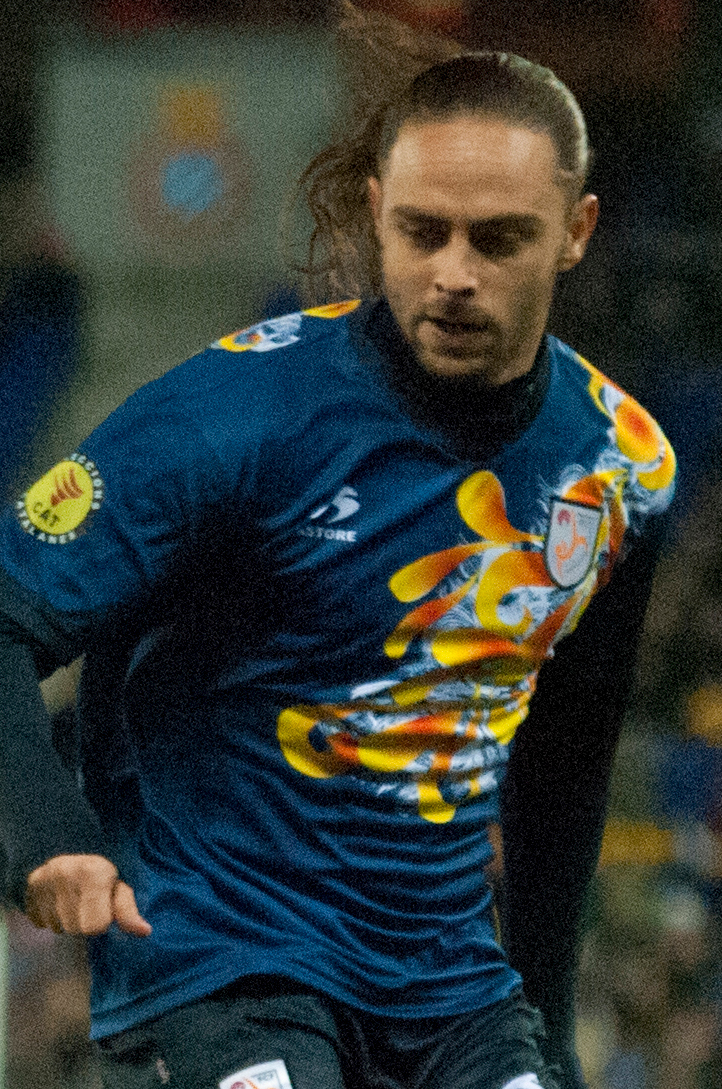
セルヒオ・ガルシア (サッカー選手)

セルヒオ・ガルシア・デ・ラ・フエンテ（Sergio García de la Fuente, 1983年6月9日 - ）は、スペイン・バルセロナ出身の元サッカー選手。元スペイン代表。現役時代のポジションはフォワード、ミッドフィールダー。

## 経歴

### クラブ

#### バルセロナ
カタルーニャ州バルセロナ県に生まれ、FCバルセロナの下部組織で育った。2003年9月3日のセビージャFC戦(1-1)でトップチームデビューし、2003-04シーズンには4試合に出場した。2004年にはレバンテUDにレンタル移籍し、レギュラーか控えフォワードの一番手としてトップリーグでも通用する選手であることを証明した。

#### レアル・サラゴサ
2005年夏、レアル・サラゴサに移籍した。サイドハーフとしてもフォワードとしてもプレーできることから利便性が高く、2006-07シーズンにレギュラーに定着し、2007-08シーズンにはリーグ戦38試合すべてに出場したが、結局はセグンダ・ディビシオン（2部）に降格した。クラブが降格したことでレアル・サラゴサを離れるのではないかという噂がいっそう煽られ、2008年夏にはプレミアリーグのリヴァプールFC、トッテナム・ホットスパーFC、ウェストハム・ユナイテッドFC、ストーク・シティFCなどが獲得に興味を寄せた。マルセリーノ・ガルシア・トラル監督はプレシーズンの練習から彼を除外し、2008-09シーズン開幕戦のレバンテUD戦も招集外となった。

#### レアル・ベティス
2008年9月1日、移籍市場が閉まる直前に1000万ユーロ近くの移籍金でレアル・ベティスと契約した。9月27日のレアル・マドリード戦(1-2)ではPKを止められたが、イケル・カシージャスに弾かれたボールをゴールに押し込み、移籍後初得点を挙げた。11月16日のラシン・サンタンデール戦(3-1)では2得点を挙げ、2009年1月18日のレアル・バリャドリード戦(3-1)では1得点1アシストの活躍を見せた。2月8日に行われたセビージャFCとのセビージャ・ダービー(2-1)では記念碑的な勝利に導く得点を奪った。4月4日のCDヌマンシア戦(3-3)では先制点を奪ったが、ゴールパフォーマンス中に膝を滑らせ、左膝靭帯を負傷して1ヶ月ほど離脱した。チームはこの期間に調子を落とし、自身は2シーズン連続となるセグンダ・ディビシオン（2部）降格が決定した。チームに残ることを決意し、2009-10シーズンはセグンダ・ディビシオンで自己最多の12得点を挙げたが、プリメーラ・ディビシオン（1部）昇格に失敗した。

#### エスパニョール
2010年8月26日、ベテランのラウール・タムードをレアル・ソシエダに放出したRCDエスパニョールと5年契約を結んだ。1年目は3ゴール、2年目は5ゴール、3年目は7ゴール、4年目は12ゴール、5年目は14ゴールとシーズンを追う毎に得点力を発揮し、リーグ戦145試合41ゴールを記録した。2013-14シーズンからは主将も務めるなど、チームの精神的支柱であり攻撃の要であった。

#### アル・ラーヤン
2015年6月29日、カタールのアル・ラーヤンSCに移籍することを発表した。スペインのメディアによると、エスパニョールは移籍金150万ユーロ（約2億1000万円）を受け取り、セルヒオ・ガルシアは年俸250万ユーロ（約3億4000万円）の2年契約を結ぶと報道された。

#### エスパニョール復帰
2017年6月16日、古巣のRCDエスパニョールへフリートランスファーで1年契約を結び、2年ぶりに復帰した。

### 代表

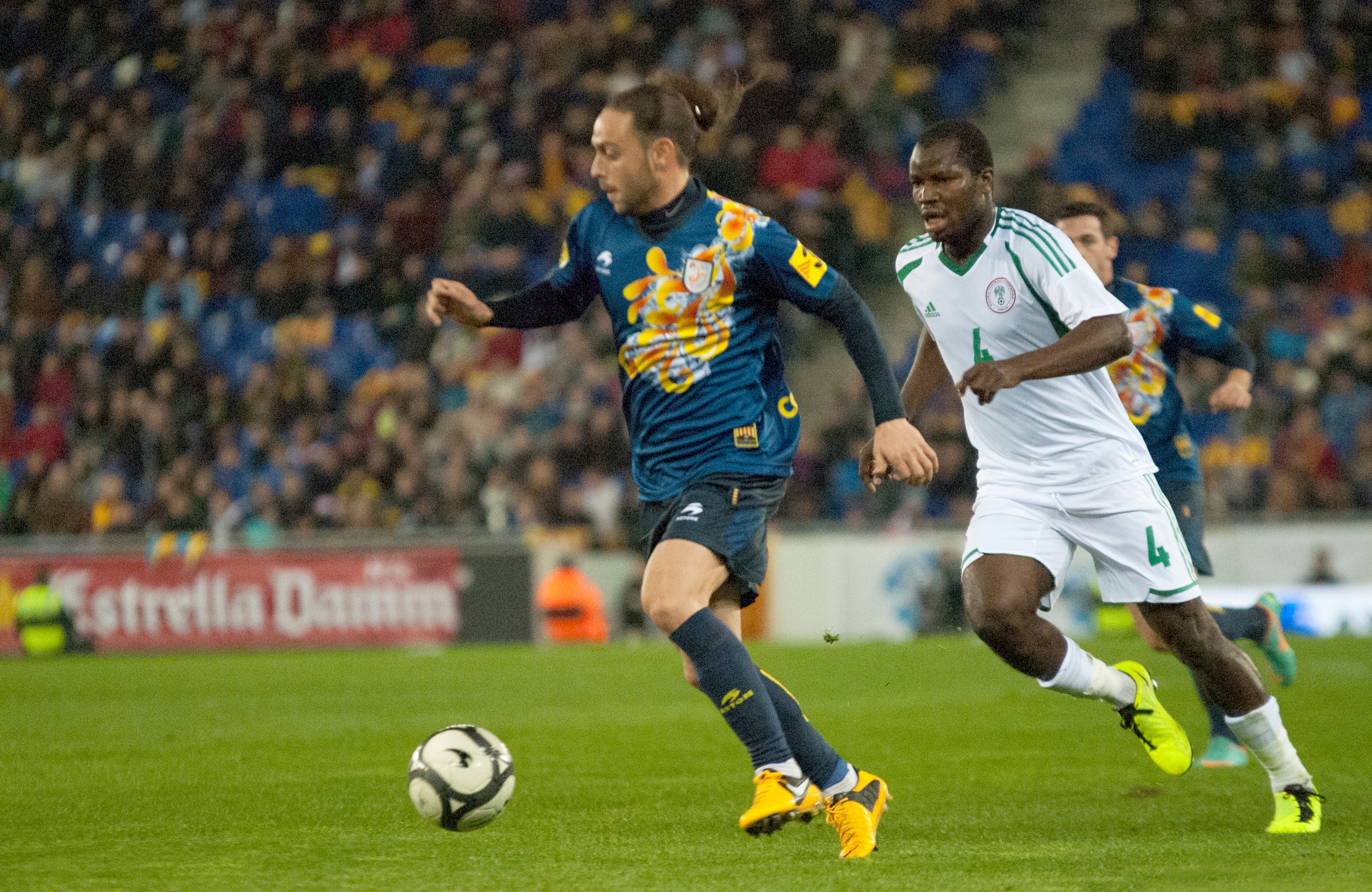
カタルーニャ選抜でのセルヒオ・ガルシア（2013年）

各年代の世代別スペイン代表に選ばれた経験がある。2008年までスペイン代表キャップがゼロであったが、FWボージャン・クルキッチとの争いに勝利し、UEFA欧州選手権2008に出場するメンバーに選ばれた。5月31日、ペルーとの親善試合でダビド・ビジャとの交代で出場して代表デビューした。UEFA欧州選手権2008本大会グループリーグの初戦と2戦目は出場機会がなかったが、決勝トーナメント進出を確定させた後のギリシャ戦にはフル出場し、88分に左足からの精度の高いクロスでダニエル・グイサの決勝点をアシストした。
カタルーニャ選抜としてもプレーしており、2009年12月22日に行われたアルゼンチンとの非公式親善試合(4-2)では2得点を挙げた。

## 個人成績
| シーズン | クラブ         | リーグ                   | リーグ | リーグ |
| シーズン | クラブ         | リーグ                   | 出場   | 得点   |
| -------- | -------------- | ------------------------ | ------ | ------ |
| 2002-03  | バルセロナB    | セグンダ・ディビシオン   | 33     | 19     |
| 2002-03  | バルセロナ     | プリメーラ・ディビシオン | 0      | 0      |
| 2003-04  | バルセロナB    | セグンダ・ディビシオン   | 26     | 15     |
| 2003-04  | バルセロナ     | プリメーラ・ディビシオン | 4      | 0      |
| 2004-05  | レバンテ       | プリメーラ・ディビシオン | 31     | 7      |
| 2005-06  | サラゴサ       | プリメーラ・ディビシオン | 19     | 4      |
| 2006-07  | サラゴサ       | プリメーラ・ディビシオン | 33     | 6      |
| 2007-08  | サラゴサ       | プリメーラ・ディビシオン | 38     | 4      |
| 2008-09  | ベティス       | プリメーラ・ディビシオン | 28     | 9      |
| 2009-10  | ベティス       | プリメーラ・ディビシオン | 34     | 12     |
| 2010-11  | エスパニョール | プリメーラ・ディビシオン | 21     | 3      |
| 2011-12  | エスパニョール | プリメーラ・ディビシオン | 24     | 5      |
| 2012-13  | エスパニョール | プリメーラ・ディビシオン | 28     | 7      |
| 通算     | 通算           | 通算                     | 319    | 91     |

## タイトル

### クラブ
アル・ラーヤン
- カタール・スターズリーグ：1回 (2015-16)

### 代表
U-19スペイン代表
- UEFA U-19欧州選手権：1回 (2002)

スペイン代表
- UEFA欧州選手権：1回 (2008)